# Save Yourself
Save Yourself  è il secondo album della band The McAuley Schenker Group pubblicato nel 1989 per la Capitol Records.

## Tracce
1. Save Yourself
2. Bad Boys
3. Anytime
4. Get Down to Bizness
5. Shadow of the Night
6. What We Need
7. I Am Your Radio
8. There Has to Be Another Way (strumentale)
9. This Is My Heart
10. Destiny
11. Take Me Back

### Bonus track
- 12. Save Yourself [Single Edit]
- 13. Anytime [Single Edit]
- 14. Vicious

## Formazione
- Robin McAuley - voce
- Michael Schenker - chitarra
- Andy Nye - chitarra, tastiere
- Rocky Newton - basso
- Bodo Schoph - batteria

### Altre partecipazioni
- Dave Amato - cori
- Chris Post - cori